# Генерал Белграно (лек крайцер, 1938)
Генерал Белграно (на испански: ARA General Belgrano (C-4)) е аржентински лек крайцер от типа „Бруклин“ на ВМС на САЩ. Бивш американски крайцер – „Финикс“ (на английски: USS Phoenix (CL-46)) участвал във Втората световна война, потопен през май 1982 г. от британска подводница в хода на Фолкландската война. Потопяването на крайцера предизвиква широк международен отзвук.

## История на службата
„Генерал Белграно“ е спуснат на вода в САЩ през 1938 г. с името „Финикс“. Крайцерът е в залива на Пърл Харбър по време на нападението на японската авиация на 7 декември 1941 г. Впоследствие участва в бойните действия в Тихия океан. След края на Втората световна война „Финикс“ е изваден от състава на ВМС на САЩ, и на 12 април 1951 г. е продаден на Аржентина за 7,8 млн. щатски долара. В аржентинските ВМС крайцерът получава името „17 октомври“, а през 1956 г. е преименуван на „Генерал Белграно“, в чест на генерал Мануел Белграно, участвал в войната за независимост от Испания през XIX век.

## Гибел
Крайцерът „Генерал Белграно“ влиза в състава на аржентинската оперативна група, която на 26 април 1982 г. отплава от Ушуая към приближаващия Фолкландските острови британски флот.
На 30 април групировката е открита от британската атомна подводница „Конкърър“ (на английски: Conqueror – „Завоевател“), патрулираща в района на островите.
На 1 май подводницата незабелязано се приближава към аржентинската група. Към този момент аржентинските кораби се намират отвъд пределите на 200-милната (370 km) военна зона, обявена от Великобритания (и е направено официално заявление за това, че всеки аржентински кораб в тази зона ще бъде потопен). Независимо от това, британците разглеждат групата като представляваща заплаха за своя флот. След консултация с министрите на своя кабинет, Маргарет Тачър лично дава разпореждане за атака над корабите на противника.
На 2 май 1982 г. в 15 часа 57 минути подводницата „Конкърър“ изстрелва 3 торпеда, 2 от които уцелват „Генерал Белграно“. Счита се, че основната част от загиналите членове на екипажа са в резултат на взрива на едно от торпедата. Пожар няма, но крайцерът остава без електроенергия. В 16 часа 24 минути аржентинския капитан Ектор Бонсо издава заповед на екипажа да напусне кораба. Според официалната версия, съпровождащите кораби – разрушителите „Иполито Бушар“ и „Пиедрабуена“, в гъстата мъгла губят визуален контакт с крайцера и не успяват да организират търсене и преследване на подводницата „Конкърър“.

## Жертви
При потопяването на крайцера „Генерал Белграно“ загиват 323 души, което е около половината от всички човешки загуби на Аржентина във Фолкландската война. В много източници се среща цифрата 368 загинали, но тя не отговаря на действителността. Непосредствено след потопяването фигурират още по-големи цифри: например, съветският вестник „Правда“, на 5 май 1982 г., пише, че от 1042 члена на екипажа на крайцера са спасени само 400, но спасителните работи продължават.

## Резонанс
Британската преса съобщава за потопяването на „Генерал Белграно“ като за първата голяма победа на британските сили в започналата война (активните бойни действия в района на Фолкландските острови започват на 1 май). В Аржентина това събитие предизвиква шок. След трагедията от 2 май, аржентинския флот фактически е изваден от войната, поради опасения от нови загуби и напълно бездейства.
Много наблюдатели подлагат Великобритания на критика за това, че крайцерът е потопен отвъд пределите на 200-милната зона, обявена от тях самите (и която сама по себе си, вероятно, е нарушение на международните правови норми за водене на военни действия в морето). Също има и версия, че потопяването е извършено с цел срив на мирните инициативи на перуанския президент Белаунде Тери, но на официално ниво тази версия се отрича. През 1994 г. министерството на отбраната на Аржентина признава потопяването за „незабранен акт на война, без криминална отговорност“. Независимо от това, през 2000 г., Аржентина се обръща към Европейският съд по правата на човека в Страсбург с жалба относно незаконността на действията на Великобритания в случая с „Генерал Белграно“, но получава отказ по давност.

## Историческо значение
Потопяването на крайцера „Генерал Белграно“ е първото потопяване на надводен кораб от атомна подводница и вторият случай на потопяване на кораб от подводница след Втората световна война.
По броя на човешките жертви, потопяването на „Генерал Белграно“ е най-голямата трагедия в най-новата история на Аржентина.
Потопяването на крайцера по време на завръщането му към своята база (по други данни, той се разгръща за нанасяне на удар по английския флот) се разглежда от аржентинската общественост като военно престъпление.

## Коментари
1. ↑  Буквите показват принадлежността към определен класː ВВ – линкор, СС, CL, СА – съответно линеен, лек или тежък крайцер, CV – самолетоносач, DD – разрушител, SS – подводница и т.н.
2. ↑  Първият такъв случай е по време на индо-пакистанската война от 1971 г.